# Dollars (tv-serie)
 For alternative betydninger, se Dollar (flertydig). (Se også artikler, som begynder med Dollar)
Dollars (engelsk: Dynasty) er en amerikansk tv-serie fra 1980'erne. Serien er en sæbeopera om den stenrige Carrington-familie fra Denver i Colorado med John Forsythe, Linda Evans og Joan Collins i nogle af de centrale roller som familieoverhovedet Blake Carrington, hans unge kone Krystle og hans tidligere kone Alexis. Serien blev skabt af Richard og Esther Shapiro og produceret af Aaron Spelling, og den var ABC's svar på CBS's gigantiske seriehit Dallas.
Første episode blev udsendt 12. januar 1981, og serien lukkede efter ni sæsoner 11. maj 1989. Den blev udsendt på DR på søndage i perioden 1982-89.